# تایفو
تایفو (به لاتین: Qufu) یک منطقهٔ مسکونی در جمهوری خلق چین است که در جینینگ واقع شده‌است. تایفو ۶۵ متر بالاتر از سطح دریا واقع شده.

## خواهرخوانده
شهرهای دیویس، کالیفرنیا، سانتیاگو د کمپوستلا و Umeå Municipality خواهرخوانده‌های تایفو هستند.

## نگارخانه

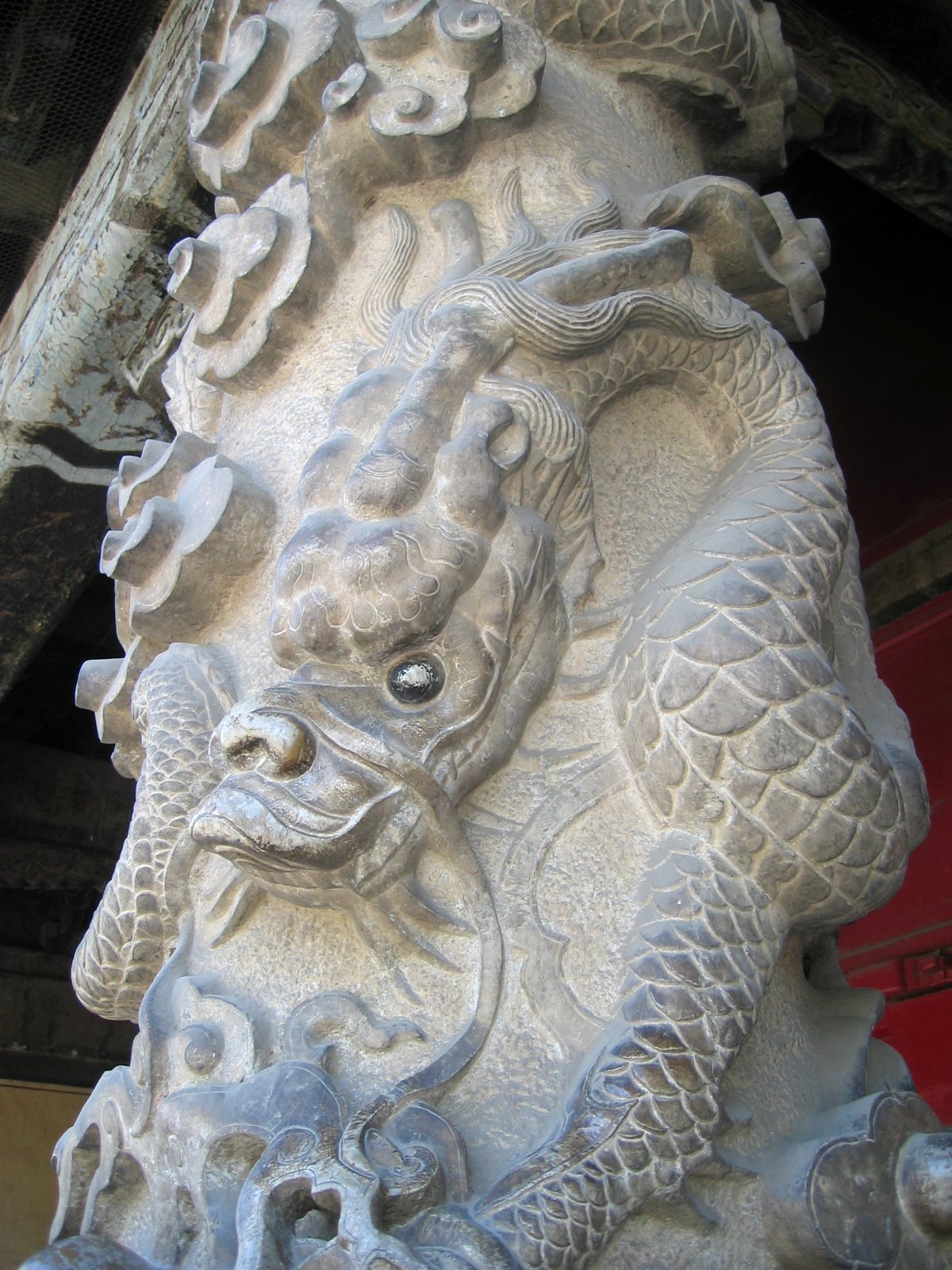